# Leonid Sergejevič Kolosov
Leonid Sergejevič Kolosov (rusko Леонид Сергеевич Колосов), ruski vohun, ekonomist in novinar, * 25. avgust 1926, Moskva, † 5. januar 2008, Moskva.

## Življenjepis
Magisterij iz ekonomskih ved je opravil na moskovskem Inštitutu za tuje trge
Med letoma 1953 in 1958 je delal kot ekonomist na sovjetskem gospodarskem predstavništvu v Rimu. Po vrnitvi v Moskvo je nadaljeval delo na Minostrstvu za tuje trge SZ. Na ministrstvu so ga rekrutirali v vrste KGB-ja in opravil je enoletni vohunski tečaj v Balašinki. Po opravljenem tečaju je bil poslan v Ljubanko, kjer je bil priključen Evropskemu oddelku; tam je preučeval poročila iz Italije. 
V začetku 60. let 20. stoletja je bil poslan v Italijo pod krinko dopisnika Izvestij; v prvem letu delovanja je tako napisal 350 člankov. Kot vohun brez uradne krinke je v svojem delovanju vzpostavil mrežo okoli 15 informatorjev, pri čemer so se njegovi stiki zelo razlikovali: od poslanca, poslovnežev, neofašističnega novinarja, vodjo sicilijanske mafije (Nicola Gentile),... Zaradi svojega uspešnega poročanja o Italiji so mu italijanski mediji podelili nagrado Zlati Merkur. 